# Бхагаватичаран Варма
Бхагаватичаран Варма (англ. Bhagwati Charan Verma, хинди भगवती चरण वर्मा; 30 августа 1903, дер. Шафипур Соединённые провинции Агра и Ауд, Британская Индия — 5 октября 1981, Нью-Дели) — индийский писатель
, драматург. Писал на хинди. 

## Биография
В 1928 году окончил Аллахабадский университет. Начав с любовной лирики (сборники «Капля мёда», 1931; «Песнь любви», 1937), создал затем произведения большой социальной значимости: сборник «Человек» (1940) и широко известный роман «Читралекха» (1934), в котором ставятся морально-этические проблемы. 
Роман «Свои игрушки» (1957) обличал жизнь имущей верхушки. Книга «Забытые картины» (1959) показывает отношение состоятельных слоев общества к национально-освободительному движению в период 1880—1930 гг. Писал также рассказы и пьесы.
Назначенный член Раджья сабха – парламента Индии.